# Nephoskop

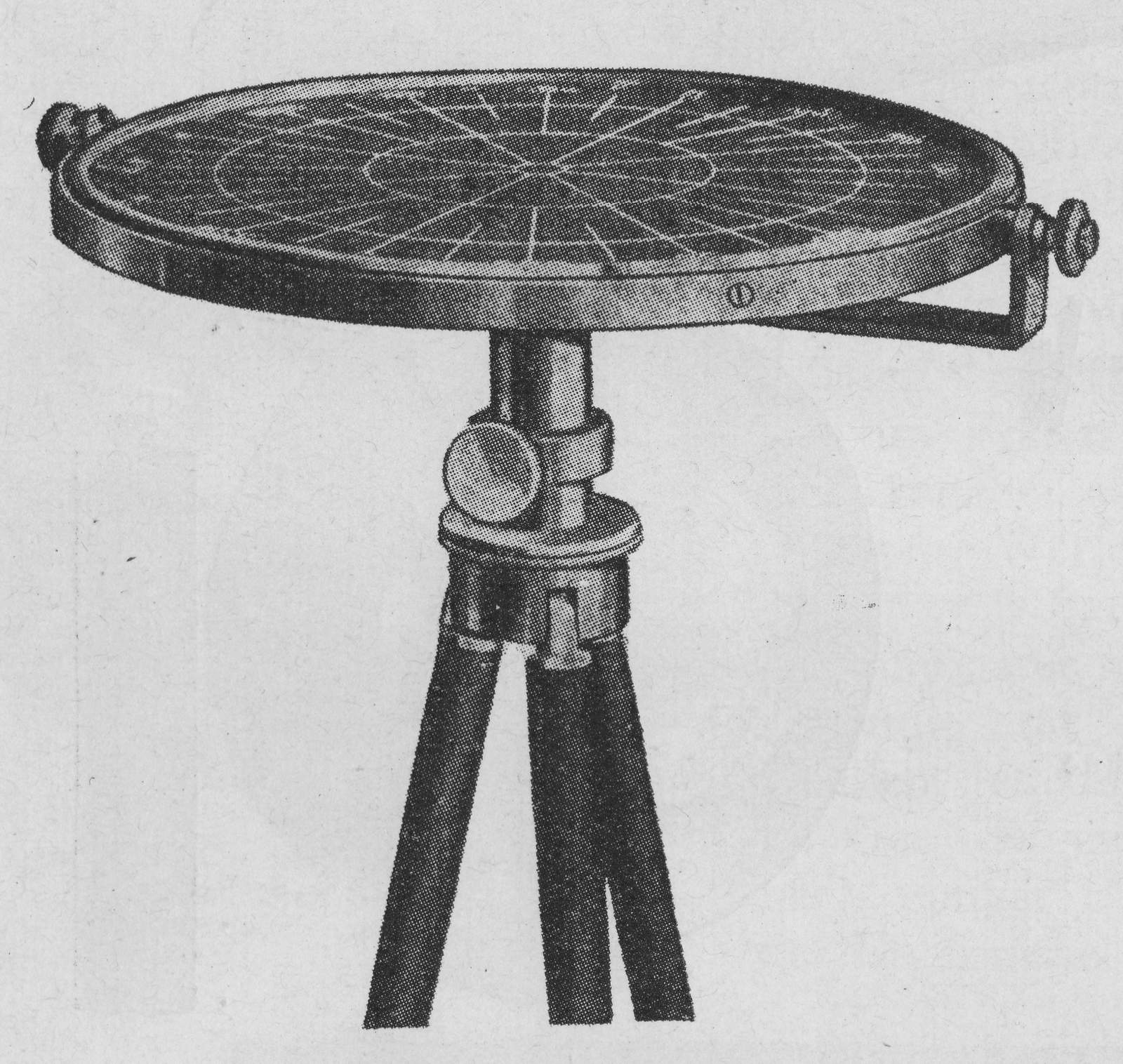
Nephoskop

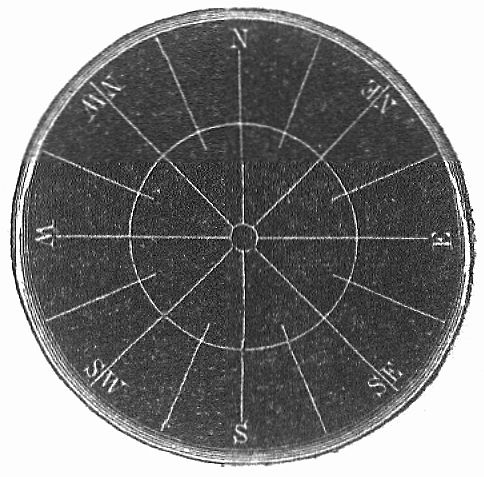
Spiegel mit Windrose
(Beschreibung im Text)

Nephoskop (griech. nephele, nephos; Nebel, Wolke), auch Wolkenspiegel oder Wolkenmesser genannt, ist ein Instrument zur Messung der Richtung und der scheinbaren Geschwindigkeit der Wolkenbewegungen.

## Beschreibung
Der Wolkenspiegel besteht aus einem gewöhnlichen und einem schwarzen, rückseitig aneinandergelegten Spiegel mit eingeritzter Windrose.
Meist wird der schwarze Spiegel benutzt, der helle nur bei sehr schwach beleuchteten Wolken. Vor jeder Beobachtung wird der Spiegel horizontal so gestellt, dass „N“ nach Norden gerichtet ist.
Der Beobachter stellt sich so, dass er im kleinen zentralen Kreis eine charakteristische Stelle der Wolke erblickt und beobachtet, nach welcher Seite sich das Wolkenbild hinbewegt. Die dieser Richtung entgegengesetzte  gibt die Richtung an, aus der die Wolken kommen. Danach bestimmt man die Zeit, in der die gewählte Stelle der Wolken im Spiegel eine bekannte Strecke zurücklegt, z. B. den 2 cm langen Weg von einem Kreise bis zum nächsten. Die gesuchte Winkelgeschwindigkeit ist dann gleich der Länge des Weges, den das Spiegelbild gemacht hat, dividiert durch das Produkt aus der Anzahl Sekunden, die zu diesem Weg erforderlich waren, und dem senkrechten Abstand des Auges vom Spiegel.

## Geschichte
Der Wolkenspiegel wurde 1845 von Aimé erfunden. Die Bezeichnung Nephoscop geht aber auf den Physiklehrer Carl Braun zurück, der 1865 ein ähnliches Instrument konstruierte.